# Alt-Right
Alt-Right (kurz für englisch alternative right, deutsch alternative Rechte) bezeichnet Ideologien am extremen Rand der politischen Rechten in den USA. Im Zentrum steht die rassistisch, islamfeindlich und antisemitisch begründete Annahme, dass die „Identität der weißen christlichen Bevölkerung“ von der multikulturellen Einwanderungsgesellschaft der USA sowie einer „politischen Korrektheit“ und Gesetzen zur Förderung der sozialen Gerechtigkeit bedroht sei. Die Identität müsse gegen jegliche abweichende Vorstellung verteidigt werden. Anhänger der Alt-Right wollen damit die Vorherrschaft der Weißen („White Supremacy“) durchsetzen bzw. behaupten. Große mediale Aufmerksamkeit erfuhr der Begriff während der Präsidentschaftswahl in den Vereinigten Staaten 2016.

## Name
Der Publizist Richard B. Spencer, ein prominenter Vertreter einer als  White Supremacy bekannten Rassenlehre, nimmt für sich in Anspruch, den Begriff Alt-Right 2008 etabliert zu haben. 2010 gründete er ein Onlinemagazin, das er Alternative Right nannte. Er schloss es 2013, andere führten es kurz darauf weiter.
Der Begriff Alt-Right wird dafür kritisiert, dass er ein von Rassisten ersonnener Euphemismus sei, der rechtsextremistisches Gedankengut verschleiern und für ein breites Publikum akzeptabler erscheinen lassen solle. Alt-Right-Aktivisten werden in Europa als Rechtsextremisten und Neonazis bezeichnet. 

## Ideologische Fundierung

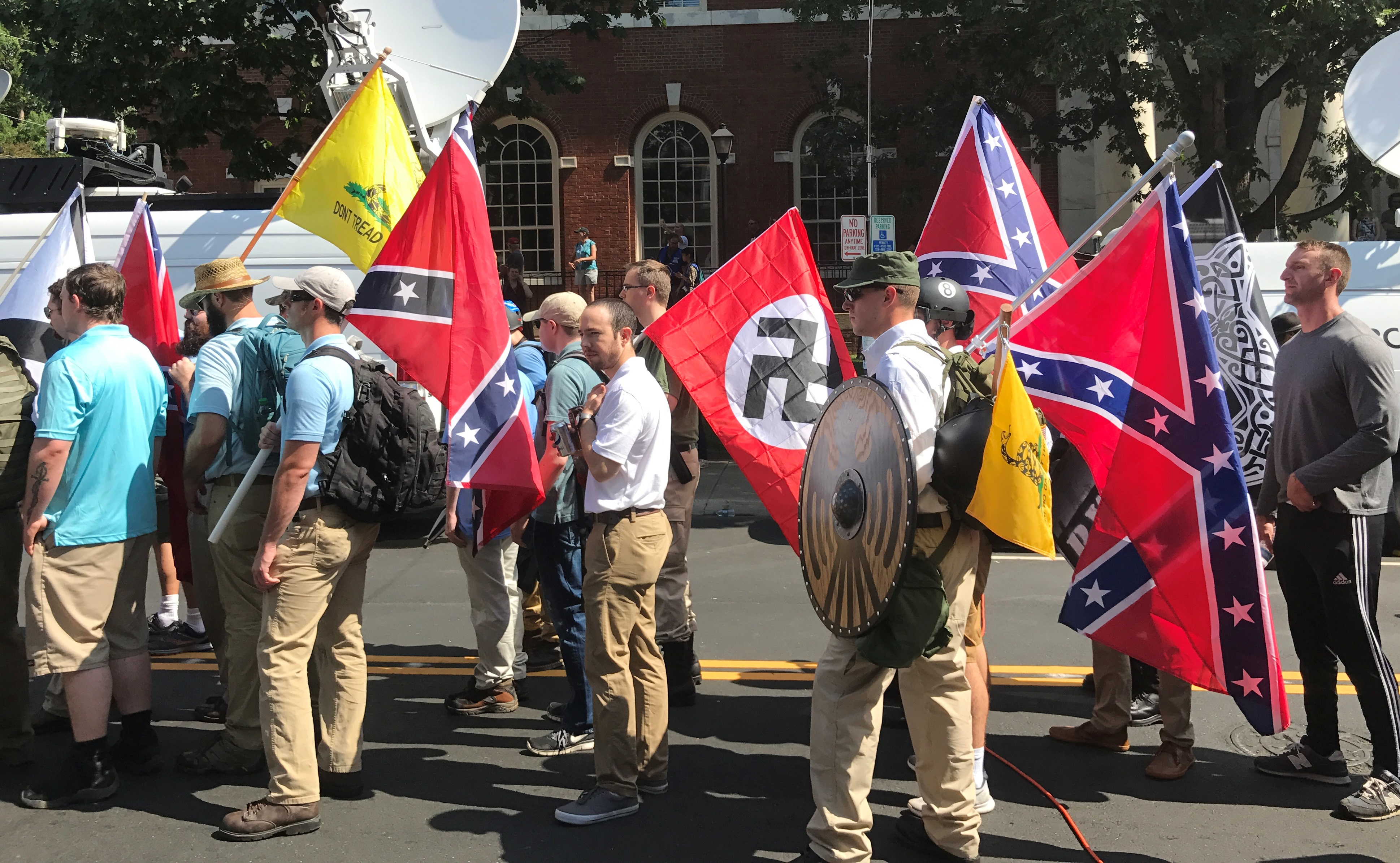
Alt-Right-Aktivisten mit Hakenkreuz-Flagge und mit Südstaatenflaggen bei den „Unite the Right“-Ausschreitungen in Charlottesville, 2017

Die Alt-Right soll eine ideologische Alternative zum traditionellen Konservatismus darstellen und zum Teil in der Tradition des amerikanischen Paläokonservatismus stehen. Spencer selbst sieht die Alt-Right eher im Gedankengut der französischen Neuen Rechten verortet. Er bezeichnet sich als „Identitärer“ und gibt an, mit der Identitären Bewegung in Europa in Kontakt zu stehen. Ideologeme der Alt-Right sind unter anderem White Supremacy, Neonazismus, Antisemitismus und Islamfeindlichkeit.
Ihre Vertreter sprechen sich unter anderem gegen politische Korrektheit, Feminismus, LGBTI-Emanzipation, Multikulturalismus und Einwanderung aus und verwendeten im Präsidentschaftswahlkampf 2016 den Begriff der „Generation Snowflake“ als Kampfbegriff gegen „politisch Korrekte“ und „Liberale“.
Große Teile der Alt-Right vertreten einen selbsternannten „Rassen-Realismus“, der besagt, dass die Existenz von „Rassen“ nach Jahrtausenden der Evolution eine biologische Realität sei und sich die verschiedenen „Rassen“ grundlegend unterschieden: Oft wird hierbei auf angebliche Unterschiede in der Intelligenz ethnischer Gruppen Bezug genommen, wobei in der Regel eine Überlegenheit der "Weißen" impliziert wird. Die Kultur eines Volkes sei soziobiologisch veranlagt und Individuen könnten am besten in homogenen Gesellschaften ihrer eigenen „Rasse“ gedeihen. „Rassen-Realismus“ wird von Anhängern der Alt-Right einerseits zur Rechtfertigung sozialer Ungleichheit zwischen ethnischen Gruppen in den Gesellschaften des Westens angeführt und begründet andererseits die Opposition der Alt-Right zu Multikulturalismus und Einwanderung aus nicht-westlichen und nicht-europäischen Ländern.
Die Alt-Right vertritt ein konservatives Familienbild mit einer Rückkehr zur „traditionellen“ Kernfamilie als Norm. Begründet wird dies mit einer angeblichen „Hypergamie“ bei Frauen, die sich jeweils nur mit den „sexuell attraktivsten Männern“ paaren würden, was ein „natürliches Bedürfnis“ von Frauen sei. Die sexuelle Revolution sei daher zum Nachteil für die Mehrzahl der Männer gewesen. Infolgedessen müsse Monogamie erzwungen werden, und die Möglichkeit einer Scheidung müsse begrenzt werden. Mit diesen Ideen, die frauenfeindliche Ideologeme der Incel-Bewegung aufgreifen und eine teils ausdrückliche, teils subtile Erzwingung der freien Partnerwahl anstreben, beabsichtigt der Mainstream der Alt-Right-Bewegung ebenso die Verhinderung der sexuellen Durchmischung „nordischer“ Frauen mit schwarzen oder latinischen Männern. Denn die Angehörigen der Alt-Right gehen vielfach von der Annahme aus, dass die Polygamie einer der hauptverantwortlichen Faktoren dafür sei, dass der Anteil der sich mit männlichen Migranten paarenden Frauen ohne Migrationshintergrund zugenommen habe. Verschärft wird bei der Alt-Right-Bewegung diese Vorstellung durch das Klischee der Frau als einer Person, die sich meist die bestverdienenden, erfolgreichsten Männer als Partner aussuche, sowie durch das stereotypische Bild des männlichen Migranten als eines vom System angeblich bevorzugten Rivalen weißer Männer, welcher auf beruflicher Ebene von einem institutionell propagierten Antirassismus der USA und von multikulturalistischen Erinnerungskulturen profitiere.
Nach Außen behaupten Vertreter der Alt-Right meist, nur wertfrei von Verschiedenheit der „Rassen“ zu reden: Weiße seien anderen nur in von Weißen geschaffenen Gesellschaften überlegen. Die Vorstellung einer allgemeinen Überlegenheit der „weißen Rasse“ wird daher von den meisten Protagonisten der Bewegung öffentlich oft abgelehnt, ebenso wie die Idee einer Vorherrschaft der weißen über andere Rassen im Sinne einer White Supremacy. Ziel sei nicht die Herrschaft über andere Rassen, sondern lediglich eine konsequente Rassentrennung. Dabei werden allerdings die USA ebenso wie Europa als ein „weißes“ Land verstanden: Prominente Wortführer der Alt-Right wie Richard Spencer fordern daher die Errichtung eines „weißen“ „Ethnostaats“ in den USA und sprechen sich für „friedliche ethnische Säuberungen“ aus. Die Alt-Right hat zudem viele Elemente des klassischen Antisemitismus übernommen. Insbesondere die „Mainstreammedien“ würden von Juden kontrolliert, deren Ziel es sei, eine Vermischung der Rassen herbeizuführen.
Aus dem Umfeld der Alt-Right in den USA kam auch Unterstützung für die Neue Rechte in Europa, wie zum Beispiel die völkische Identitäre Bewegung, insbesondere für deren Aktion Defend Europe.

## Strategien

### Kommunikation und politische Bedeutung
Das im Jahr 2007 von Andrew Breitbart gegründete Breitbart News Network gilt als wichtiges Sprachrohr der Bewegung. Von Breitbarts Tod im Jahr 2012 bis August 2016 führte Stephen Bannon das Unternehmen. Im Juli 2016 äußerte er sich in einem Interview über Breitbart News Network: “We’re the platform for the alt-right” (deutsch: „Wir sind die Plattform für die Alt-Right“).
Donald Trump instrumentalisierte und förderte das Gedankengut der Alt-Right während seines Wahlkampfs 2016 zur Mobilisierung weißer Wähler. Nach seiner Wahl machte Trump Stephen Bannon anfangs zu seinem ranghöchsten politikstrategischen Berater und versuchte gleichzeitig, sich verbal von radikalen Anhängern zu distanzieren. Trump behauptete, Bannon sei weder ein Rassist noch ein Rechter, und radikalen Anhängern wolle er keinen Auftrieb geben.
Der an das National Policy Institute angeschlossene Verlag Washington Summit Publishers bot neben Eigentiteln auch Bücher von Guillaume Faye, der als einer der führenden Denker der französischen Neuen Rechten gilt, dem rechtsextremen US-Kulturphilosophen Francis Parker Yockey, dem italienischen rechtsesoterischen Rassentheoretiker Julius Evola sowie Madison Grant, einem US-amerikanischen Rechtsanwalt und Autor rassentheoretischer Werke, zum Kauf an.
Im Jahr 2019 starben 39 Amerikaner bei Gewalttaten von weißen Rassisten. Dies stellte die höchste Opferzahl seit dem Jahr 1995 und dem Bombenanschlag auf das Murrah Federal Building in Oklahoma City dar, das durch den Rechtsextremisten Timothy McVeigh verübt worden war. Im folgenden Jahr erreichte die Anzahl von verhinderten und durchgeführten Terrorakten in den Vereinigten Staaten ihren Höhepunkt. Zwei Drittel davon gingen auf das Konto von White-Supremacy-Anhängern.

### Verhältnis zum evangelikalen Christentum
Die evangelikalen Christen der religiösen Rechten in den Vereinigten Staaten teilen einige neokonservative Werte der Alt-Right-Bewegung. In der Tea-Party-Bewegung ist die religiöse Rechte stark repräsentiert und beide unterstützen Donald Trump. Als bei einem Neonazi-Aufmarsch in Charlottesville 2017 eine Gegendemonstrantin von einem Rechtsradikalen überfahren wurde und Trump sich zunächst weigerte, gegen Neonazis prinzipiell Stellung zu beziehen, stieß dies bei einigen evangelikalen Gemeinden auf Ablehnung. Von eher traditionellen rechten Christen in den USA wurde er daraufhin in einem offenen Brief aufgefordert, „sich den vielen anderen politischen und religiösen Führern anzuschließen, damit einstimmig festgestellt wird, dass die ‚Alt-Right‘ rassistisch und böse sowie das Gegenteil einer wohlgeordneten, friedliebenden Gesellschaft ist.“ Unterzeichnet wurde das Schreiben vom Präsidenten der größten US-Congregation, der Southern Baptist Convention, Steve Daines und deren Alterspräsidenten Fred Luther sowie von den Pastoren T. D. Jakes und Tony Evans.

### Bedeutung des Internets und sozialer Medien
Verbreitung findet das Gedankengut der Alt-Right hauptsächlich über das Internet, u. a. auch weil ihre Anhänger in den Breitenmedien (den so genannten Mainstream-Medien) wenig Gehör finden oder einer kritischen Berichterstattung unterliegen.
Das von Richard B. Spencer geführte National Policy Institute beschäftigte sich beispielsweise online mit rassistischen Themen: „die Lage des Weißen Amerika“, „Kosten und Nutzen von Massendeportationen“, „Konservative und Rasse“, „Wohlstand IQ der Nationen“, „Uhuru für Südafrika“.
Besondere Bedeutung zur Verbreitung des Alt-Right-Gedankengutes spielen dabei soziale Medien, mit Webseiten wie 4chan, 8chan und The Daily Stormer, zunehmend aber auch Reddit, Twitter und Facebook. Diese Dienste erlauben u. a. eine relativ unbeobachtete Organisation und Kommunikation untereinander.[Beleg benötigt] Auch YouTube spielt eine Rolle bei der Verbreitung. Der Medienforscher Luke Munn sieht insbesondere die automatisierten, algorithmengestützten Videoempfehlungen als einen Faktor, der Nutzer sukzessive durch extremer werdende Empfehlungen in die Ideologie der Alt-Right ziehe.
In den sozialen Medien hat die Bewegung eine aktive Subkultur entwickelt; Anhänger der Alt-Right bedienen sich in der Kommunikation untereinander mit ständig wandelnden lustigen Memes, die die Hassbotschaften der Bewegung etwas maskieren. Von Beginn an stellte sich die Alt-Right als Spaß-Bewegung dar, Ironie und Humor gelten nachgerade als ihr Markenzeichen und ihre wichtigste Innovation. Sie beschimpfen Konservative, die ihnen nicht rechts genug sind, beispielsweise als „cuckservative“, ein Portmanteauwort von cuckold (Hahnrei) und conservative, das innerhalb der Alt-Right entstand.
Mit dreifachen Klammern (triple parentheses) werden in der Internetkommunikation Juden als solche gekennzeichnet.
Variationen von Pepe der Frosch, etwa als „Nazifrosch“, oder Bezeichnungen wie Emperor Trump (Kaiser Trump) sind ebenfalls beliebte Kennzeichen der Zugehörigkeit.
Eine Strömung, die so genannten Boogaloo Boys, tritt seit 2015 zunehmend auch in der Öffentlichkeit, in voller Bewaffnung und in Hawaiihemden, auf; der Name ist ein Meme mit einer Anspielung auf einen kommenden rassistischen US-Bürgerkrieg. Ein verbreitetes Bild innerhalb der Szene ist das Meme des Doomers, das als moderne Version des Proletariers aufgefasst werden kann. Es handelt sich dabei um eine männliche, junge Person, die einer niedrigen sozialen Schicht angehört, und keine Hoffnung auf eine positive Zukunft hat; ein Sinnbild der „verlorenen Jugend“, mit der sich viele Mitglieder der Szene identifizieren können.

## Bewertung
Der Journalist Chava Gourarie vom Columbia Journalism Review stellte die Frage, ob es sich bei der Alt-Right um eine ernsthafte Bewegung handele oder die Provokation einfach nur Selbstzweck sei. Marc Hetherington, Professor für Politikwissenschaft an der Vanderbilt University, sieht die Memes als Möglichkeit, ernstgemeintes rassistisches Gedankengut zu verbreiten.
Die irische Kulturwissenschaftlerin Angela Nagle untersuchte 2017 in Kill all normies, wie der Aufstieg der Alt-Right durch ihre Internet-Aktivitäten befördert wurde. Nagle stellt dar, dass sich diese Rechtsradikalen in eine Tradition von moralischen Grenzgängern stellen, wie z. B. de Sade oder Nietzsche. Mittels solcher Grenzüberschreitungen führen sie ihren – scheinbar intellektuell begründeten – Krieg gegen die political correctness. „Geradezu besessen“ sind in ihrer Sicht die Anhänger von der Geschlechterfrage. Sie begeistern sich daran, dass im Weißen Haus jemand sitzt, der sich offen zu sexuellen Übergriffen bekennt und diese gutheißt. Sie verabscheuen alles, was in ihren Augen ihre Männlichkeit in Frage stellt.
Der Schweizer Journalist Roger Schawinski kritisiert, dass sich die Alt-Right-Bewegung auf Verschwörungstheorien stütze, wie etwa die, wonach jüdische Emigranten, die in den 1930er Jahren aus dem nationalsozialistischen Deutschland in die USA kamen, dort „kulturellen Marxismus“ (Cultural Marxism) verbreitet hätten in der Absicht, die amerikanischen Werte zu unterminieren, um im Anschluss eine Weltregierung errichten zu können. Stephen Bannon glaubt, „Big Government“, „Big Hollywood“ und „Big Journalism“ würden dessen Machtübernahme vorbereiten, Paul Joseph Watson schrieb, es wäre das Ziel der Kulturmarxisten, „die Fundamente der westlichen Zivilisation auf komplette Weise zu unterminieren und uns in die Unterwerfung und Kapitulation zu steuern.“
Der Soziologe Luigi Esposito argumentiert, dass die verheerende Wirkung des Neoliberalismus auf die Arbeiterklasse – dazu gehören Stagnation von Löhnen, Schwächung der Gewerkschaften, Outsourcing, Automatisierung und Prekarisierung von Arbeit – amerikanische Arbeiter anfällig für die Glaubensgrundsätze der Alt-Right gemacht habe, insbesondere hinsichtlich der behaupteten Gefahren von Immigration, Multikulturalismus und Globalisierung. Im Zuge des neoliberalen Umbaus des Wirtschaftssystems fürchteten viele (weiße) Arbeiter um ihren Platz in der US-amerikanischen Gesellschaft. Greg Sharzer sieht bei der Alt-Right diesbezüglich Elemente eines rechten Eskapismus, einer Flucht vor einem „ausbeuterischen Ort, der das Wachstum des Reichtums über das Wohlergehen der Menschen stellt und viele in Armut, Krankheit und Sucht versinken lässt“. Anstatt gegen die kapitalistischen Umstände zu revoltieren, würden die Anhänger einer nicht näher bestimmten „guten alten Zeit“ mit hierarchischen Normen hinsichtlich Geschlecht und Hautfarbe anhängen, einem „Mythos einer phantastischen Lebensweise“, die für ein Großteil der Menschen nie existiert habe.
Die Politikwissenschaftlerin Cynthia Miller-Idriss sieht in dem Sturm auf das Kapitol in Washington 2021 einen vorläufigen Höhepunkt der rechten Gewalt und eine „Normalisierung“ ihrer Ideen, die zunehmend im Mainstream Aufnahme finden. Neben aktuellen Entwicklungen wie dem demographischen Wandel in den Vereinigten Staaten, der zunehmenden Verbreitung von Verschwörungstheorien und Social Media sieht sie langfristig die Terroranschläge am 11. September 2001 als eine Ursache für den Aufstieg der Alt-Right. So habe die Reaktion auf dieses Ereignis in der Bevölkerung zu mehr Xenophobie, White Supremacy und christlichen Nationalismus geführt. Gestützt habe diese Entwicklung zudem der Krieg gegen den Terror, durch den die Sicherheitsbehörden sich fast ausschließlich auf islamistischen Terrorismus fokussiert hatten.
Der Kultur- und Medienwissenschaftler Simon Strick (2021) sieht „affektpolitisch“ keinen Unterschied zwischen der Alt-Right-Bewegung, Identitären, Der III. Weg, Der Flügel und Neonazis. Diese alle partizipierten „am gleichen Grundaffekt des reflexiven Faschismus“, der in der Gesellschaft ein Gefühl der Gefährdung schüre.